# Пезинок (район)
Район Пезинок (словац. Okres Pezinok) — район Словакии. Находится в Братиславском крае.

## Население
| Год:        | 1994   | 2004    | 2014    | 2024     |
| ----------- | ------ | ------- | ------- | -------- |
| Broj ljudi: | 53 171 | 55 390  | 60 445  | 70 063   |
| Разница:    |        | +4,17 % | +9,12 % | +15,91 % |

### Статистические данные (2001)
Национальный состав:
- Словаки — 97,4 %
- Чехи — 1,0 %

Конфессиональный состав:
- Католики — 71,0 %
- Лютеране — 9,3 %